# 莊志輝
莊志輝（1965年8月11日—）出生於澎湖
，台灣類超現實藝術家

## 藝術家自序
我的作品，
起草創作，像要誕生的嬰兒。
創作時，像充滿慾望的青少年；
完成時，宛如追求完美的中年；
展出時，如同過往的先人，讓人品頭論足。
人總是在八卦是非中，找尋一點自性的空間

## 藝術家介紹
莊志輝擁有一顆遊戲人間的赤子之心，且內心的角落隱藏有一方深潭，幽靜且清澈無暇，把人性反照的清楚。那潭水即是他的創作，是他畫畫的心，是他有意無意間打開的清透，七情六慾在之間形色，隨波自然起伏。
從小展露藝術天份的莊志輝，國中即參加全國工藝比賽獲獎。回想當年參賽，沒有錢買材料，放學途中，剛好踢到一支竹掃把，靈機一動就找來更多廢竹當材料，創作出全國第一名的作品「船」。國中即因美術表現優異而獲頒澎湖優秀青年，他說，「當年在頒獎典禮上，完全心不在焉，眼睛就盯著桌上的美食看，在物質缺乏的年代，那美好的時刻及師長同學的肯定與讚賞，一直鼓舞著我。」他立志成為世界上偉大的藝術家。
家鄉的樸實人文與碧海青天孕育莊志輝，讓他的思想沒框架，天馬行空的作品中隱含豐富故事性，充滿無限想像力的藝術原創符號；他的作品造形及用色巧妙融合、元素之間銜接流暢，畫面雖與現實脫序但造出新的境界，成為他獨特的藝術語彙。
16歲莊志輝隻身跨海到台灣實踐藝術夢想，半工半讀，住在聚集畫室的市場小舖，冬天只能在公廁洗冷水澡，他說：「在別人眼裡看來那是苦日子，但自己卻因沈浸在繪畫中而無比快樂。」這時期他奠定了繪畫技巧。莊志輝說，「曾在快沒錢吃飯時，有一位老師跑來畫室問，有人會畫國父遺像嗎？我立即大膽接下這個差事，第一次以油畫創作，賺得一筆收入，解決了自己與那位老師的燃眉之急。」
莊志輝很年輕時即不斷思考作品風格定位，企圖找一條與眾不同的藝術之路。他賺到第一筆錢即用來買世界藝術名人畫集，了解什麼是世界上最好的藝術，看完所有的作品，他許下承諾，希望在吸取前人的養份下創造自己的特色，不重複。因此，他勇於跳脫固定創作模式與舊有的思維框架，嘗試多元材質與表現手法。
莊志輝19歲在新竹社教館舉辦第一次正式展覽，作品即展現出前衛和無限的創意，這個展覽也影響他至深，他說：「一位高中女生看完我的作品，走到我面前跟我說，你怎麼可以畫到我的內心裡！說完眼淚就掉下來了。當時我被震撼到了，因為從來都不知道我的畫還可以感動人。」爾後，莊志輝在多年的創作與展覽生涯中屢屢遇見知音，作品成了一座橋。他不但透過創作與自心對話，亦放眼宏觀宇宙細看人性，沒有地域之別，僅不斷探索人事物本質於作品中不曾改變。他真實紀錄人性的多樣面貌，將內心對人性及社會的觀察，對人事物的疑惑或體悟，反覆思索於作品中，從省思中確立生命的真理並與人分享，他說這是人生至真至美的事。
初生之犢迸發無限能量，莊志輝早年藝術創作縱橫台灣，個展經歷傲人，在台北市立美術館、省立美術館及美國文化中心等藝術重鎮個展，作品被國家美術館收購典藏。同時期，獲義大利文化部關注派員來台記錄他的創作成為教材。
莊志輝成家後時間被切割、經濟重擔加重，儘管，一位專職藝術家、一家之主，在即不迎合市場亦不攀權貴下，平常沒有任何收入的狀況下，還能耐心一筆一刀的創作，用自己獨特的藝術語彙與觀者對話，認真走自己的路，這著實不容易。他在養家同時學習掌握零碎片斷時間創作，在藝術道路上不曾停止。近年，他把慾望降到最低，簡單生活，全心投入專職創作，他說，「感謝生活中的酸甜苦辣滋養我的作品，我深信努力經營一件事一定會有成果，藝術是一輩子的事。」
這幾年莊志輝密集的舉辦個展，在國內外藝術博覽會、畫廊及美術館等展出，將潛藏多年的創作與大家分享，作品深獲藏家的喜愛並典藏。同時他在創作之餘盡量與青年朋友對話，莊志輝曾在交大演講時和學生說，「小時候想要成為世界上偉大的藝術家，當時並不了解偉大的意義是什麼，如今我很清楚，所謂偉大，就是努力及善用與生俱來的藝術天賦，並將之發揮到極至與人分享。「星星之火可以遼原，不要小看自己。」

## 紀錄片
| 年份 | 主題                                                               |
| ---- | ------------------------------------------------------------------ |
| 2024 | 《春風吹又起 莊志輝薪傳展》Spring Breezes Would Always Life Revive |

## 展歷
| 年份 | 活動                                                                                           | 地點                          | 國家   |
| ---- | ---------------------------------------------------------------------------------------------- | ----------------------------- | ------ |
| 1986 | 新竹省立社教館個展                                                                             | 新竹市                        | 台灣   |
| 1986 | 澎湖縣立文化中心個展                                                                           | 澎湖                          | 台灣   |
| 1990 | 美國文化中心個展                                                                               | 台北                          | 台灣   |
| 1990 | 台灣省立美術館個展（國美館)                                                                    | 台中                          | 台灣   |
| 1990 | 釆風畫廊個展                                                                                   | 新竹市                        | 台灣   |
| 1991 | 國立清華大學藝術中心個展                                                                       | 新竹市                        | 台灣   |
| 1991 | 根生畫廊個展                                                                                   | 台北                          | 台灣   |
| 1992 | 新竹釆風畫廊個展                                                                               | 台北                          | 台灣   |
| 1992 | 根生畫廊個展                                                                                   | 台北                          | 台灣   |
| 1994 | 台北市立美術館個展                                                                             | 台北                          | 台灣   |
| 1994 | 新竹市立文化中心個展                                                                           | 新竹                          | 台灣   |
| 2003 | 新竹市立文化中心邀請個展                                                                       | 新竹市                        | 台灣   |
| 2005 | 新竹市立鐡道藝術村個展                                                                         | 新竹市                        | 台灣   |
| 2006 | 台積電竹風藝廊個展                                                                             | 新竹市                        | 台灣   |
| 2008 | 台灣三義木雕博物館個展                                                                         | 苗栗                          | 台灣   |
| 2009 | 台北美和畫廊個展                                                                               | 台北                          | 台灣   |
| 2010 | 新竹市美術館個展                                                                               | 新竹市                        | 台灣   |
| 2010 | 新竹市玻工館－公共藝術創作                                                                     | 新竹市                        | 台灣   |
| 2011 | 獲邀中國青墩523藝術村公共藝術創作                                                              | 中國                          |        |
| 2011 | Q藝術空間個展                                                                                  | 新竹縣                        | 台灣   |
| 2012 | 花蓮林田山木雕名師邀請駐園創作                                                                 | 花蓮                          | 台灣   |
| 2013 | 獲邀福建省莆田木雕藝術博覽會展出                                                               | 福建                          | 中國   |
| 2013 | 清華大學學術交流個展                                                                           | 新竹市                        | 台灣   |
| 2013 | 名冠藝術館個展 Sunny Art Museum Solo Exhibition                                                | 新竹縣                        | 台灣   |
| 2014 | Japanese 12th Oita Asian Sculpture Exhibition                                                  | 群展                          | 日本   |
| 2015 | 佛光緣美術館台中館個展                                                                         | 台中                          | 台灣   |
| 2015 | 20號倉庫藝術特區個展                                                                           | 台中                          | 台灣   |
| 2015 | 國立交通大學藝術中心個展                                                                       | 新竹市                        | 台灣   |
| 2016 | 佛光緣美術館世界巡迴個展 ( 2016 - 2017 ) Fo Guang Yuan Art Gallery, Solo World Tour Exhibition | 世界巡迴展                    |        |
| 2018 | ANKO西園美學會所個展                                                                           | 台北                          | 台灣   |
| 2019 | New York Foundation for the Arts group Exhibition                                              | New York                      | 美國   |
| 2019 | E.TAY Gallery Solo Exhibition                                                                  | New York                      | 美國   |
| 2020 | Stride Arts Gallery Group Exhibition                                                           | New York                      | 美國   |
| 2020 | 台中大墩文化中心個展                                                                           | 台中                          | 台灣   |
| 2020 | Center of Arts and Spectacle ( CAE ) Group Exhibition                                          | CAE                           | 葡萄牙 |
| 2021 | 國父紀念館個展-記憶是一種陷阱-1                                                                | 台北                          | 台灣   |
| 2022 | 台南市文化中心-記憶是一種陷阱-2                                                                | 台南                          | 台灣   |
| 2022 | 澎湖縣政府文化局-閱讀記憶-莊志輝特展                                                           | 澎湖                          | 台灣   |
| 2022 | Walking the Cosmos : Interpreting Urban Reverance Group Exhibition                             | Voelkee Orth Museum, New York | 美國   |
| 2024 | 新竹市文化局-春風吹又起 莊志輝薪傳展                                                           | 新竹市                        | 台灣   |

## 參賽紀錄
| 年份 | 活動                                 | 獎項             |
| ---- | ------------------------------------ | ---------------- |
| 1979 | 台灣省工藝展                         | 第一名           |
| 1980 | 榮膺澎湖縣優秀青年                   | 優秀青年         |
| 1989 | 全日展本會                           | 全日展本會獎     |
| 1991 | 中華民國新展望                       | 入選             |
| 2011 | 新竹美展立體類                       | 『竹塹獎』第一名 |
| 2011 | 台灣迴藝森林國際木雕現場創作         | 第一名           |
| 2011 | 台灣小琉球木雕現場比賽               | 第一名           |
| 2012 | 桃城美展雕塑類                       | 第一名           |
| 2012 | 台灣小琉球木雕現場比賽               | 第一名           |
| 2014 | 12th Oita Asian Sculpture Exhibition | 入選             |

## 典藏
| 典藏單位                                              |
| ----------------------------------------------------- |
| 佛光緣美術館: 美國館 法國館 香港館 台北館 台南館      |
| 中國青墩523藝術村、花蓮林田山木雕館、武陵農場、       |
| 新竹縣立文化局 、台北市立美術館、小琉球烏鬼洞文物館、 |
| 新竹市立文化局、嘉義市立文化局、東勢林業文化園區、    |
| 國立交通大學藝文中心、新竹市立鐵道藝術村              |